# Susan Blackmore
Susan Jane Blackmore (London, 1951. július 29. – )  brit író, előadó, a Plymouth Egyetem vendégprofesszora. Kutatási területei közé tartozik a memetika, a parapszichológia, a tudat. Leginkább talán A mémgépezet című könyvéről ismert.

## Munkássága
Pszichológiából és élettanból diplomázott az Oxfordi Egyetemen (St. Hilda's College). További tudományos fokozatait a Surreyi Egyetemen szerezte (MSc: 1974., PhD: 1980) környezeti pszichológiából, illetve parapszichológiából. Téziseinek címe: "Extrasensory Perception as a Cognitive Process".
Kutatási területei: mémek, az evolúció elmélete, tudat és paranormális jelenségek.
Gyakran feltűnik a televízióadásokban, ahol paranormális személyiségek vitapartnere a legkülönfélébb témákban (szellemek, hatodik érzék, testen kívüli érzékelés (ebben a témában írt könyve: „unenviable role of Rentaskeptic”). UFO-k által elszöktetett emberekről szóló tereferékben is gyakorta látható. Másfajta tv-műsorokban is vállal szereplést. Ismertebb témái: intelligens majmok, az angol „Big Brother” versenyzőinek pszichológiai karaktere.
Több tudományos folyóirat szerkesztőségi tagja:
- Journal of Memetics – 1997 óta,
- Skeptical Inquirer – 1998 óta.

Egyik újabb könyve (Consciousness: An Introduction; 2004), az első olyan könyv, mely a maga teljességében taglalja a tudatot vizsgáló tudományágat. Ebben a műben olyan témákkal foglalkozik kimerítően, mint az elme és a test problémája, a tudat nagy problémája, az elme filozófiája, kognitív neuropszichológia, kognitív természettudomány, mesterséges intelligencia, evolúció, parapszichológia, más tudat állapot, fenomenológia, buddhizmus és meditáció. Mintegy mellékesen a mű tömören megismertet számos, a fenti tudományterületeken alkotó személyiség rövid életrajzával (többek között: Daniel Dennett, John Searle, David Chalmers, Patricia Churchland, Francis Crick, Antonio Damasio, V.S. Ramachandran, John Carew Eccles, Rodney Brooks, Alan Turing, Francisco Varela, René Descartes, David Hume, William James, és Buddha).

## Magánélete
1977-ben férjhez ment Tom Troscianko professzorhoz, mely házasságból két gyermek: Emily Tamarisk Troscianko (1982. február 20.), és Jolyon Tomasz Troscianko (1984. május 17.) született.
Ma Dr. Adam Hart-Davisszel él.

## Egyéb
Blackmore ateista, aki sokat publikál a vallások ellen. Aktívan űzi a zent, de nem tartja magát buddhistának.

## Könyvei

### Magyarul
- A mémgépezet. Kulturális gének – a mémek; ford. Greguss Ferenc; Magyar Könyvklub, Bp., 2001 (Tudományos kaleidoszkóp)

### Angolul
- —; Troscianko, E. (2018). Consciousness: An Introduction, (3rd ed.). London, Routledge. 2018. ISBN 1138801313. ISBN 9781317625865. OCLC 1008770304.
- Seeing Myself : the new science of out-of-body experiences. 2018. ROBINSON. ISBN 147213737X. OCLC 1015243143.
- Consciousness: A Very Short Introduction. Very Short Introductions. Oxford University Press. 2017 (2nd Ed).  ISBN 978-0198794738. ISBN 0198794738
- Consciousness: An Introduction, (2nd Ed).  New York, Oxford University Press, Feb 2011, pb ISBN 0199739099
- Zen and the Art of Consciousness, Oxford, Oneworld Publications (2011), ISBN 185168798X
- Consciousness: An Introduction (2nd Ed).  London, Hodder Education (2010) . doi:10.4324/9780203783986.  ISBN 144410487X
- Blackmore, Susan J.. Ten Zen Questions. Oxford: Oneworld Publications (2009). ISBN 9781851686421 (paperback). ISBN 185168798X.
- Blackmore, Susan J.. Conversations on Consciousness. Oxford University Press (2005). ISBN 9780191604867
- Blackmore, Susan J.. Consciousness: A Very Short Introduction. Oxford University Press (2005). ISBN 9780191578052
- Blackmore, Susan J.. Consciousness: An Introduction, 1st, London: Hodder & Stoughton (2003). ISBN 9780340809099 (US ed.) ISBN 9780195153439.
- Blackmore, Susan J.. The Meme Machine, 1st, Oxford University Press (1999). ISBN 978-0198503651
- Test your psychic powers, 1st, London: Thorsons (1995). ISBN 978-1855384415 (US ed.). ISBN 0806996692.
- Blackmore, Susan J.. Dying to Live: Science and the Near-death Experience. London: Grafton (1993). ISBN 9780586092125 (US ed.). ISBN 0879758708.
- Blackmore, Susan J.. The Adventures of a Parapsychologist, 1st, Buffalo, NY: Prometheus (1986). ISBN 9780879753603 (2nd ed. revised). ISBN 9781573920612.
- Blackmore, Susan J.. Beyond the Body: An Investigation of Out-of-the-Body Experiences, 1st, London: Heinemann (1982). ISBN 9780434074709 (2nd ed.). ISBN 978089733-3443.
- Blackmore, Susan. Parapsychology and out-of-the-body experiences. Hove, England: Transpersonal Books (1978). ISBN 9780906326015